# کوه کلارک
کوه کلارک (به انگلیسی: Mount Clark) یک کوه و قله در ایالات متحده آمریکا است که در واشینگتن واقع شده‌است. کوه کلارک ۲٬۲۹۴٫۵۶ متر بالاتر از سطح دریا واقع شده‌است.